# Подрезово (Псковская область)
Подрезово — деревня в Шиковской волости Островского района Псковской области.
Расположена в 47 км к востоку от города Острова и в 6 км к северо-востоку от волостного центра, деревни Шики.
Численность населения деревни по состоянию на 2000 год составляла 1 человек.